# Pteris praestantissima
Pteris praestantissima är en kantbräkenväxtart som först beskrevs av Jean Baptiste Bory de Saint-Vincent, Fée, och fick sitt nu gällande namn av Maarten J.M. Christenhusz. Pteris praestantissima ingår i släktet Pteris och familjen Pteridaceae. Inga underarter finns listade.